# Sor Sonrisa
Jeanne-Paule Marie Deckers (Bruselas, 17 de octubre de 1933-Wavre; 29 de marzo de 1985), conocida como Sor Sonrisa, fue una religiosa de la orden dominica y cantante belga cuya canción Dominique, que escribió, compuso e interpretó en 1963 a beneficio de su orden, alcanzó un éxito mundial. Su vida llena de tribulaciones encontró un final trágico.

## Datos biográficos
Jeannine Deckers nació en Bruselas el 17 de octubre de 1933, tuvo una infancia y juventud que ella describió como grises. Trató posteriormente de ser profesora de dibujo aunque sin mucho éxito. Buscando un modo de huir de la autoridad materna ingresó en la orden Dominica en 1959, en donde se convirtió en la Hermana Luc-Gabriel, en el Convento de Fichermont en Waterloo. Muy pronto se ganó el aprecio y admiración de sus hermanas de orden debido a su afición a la música y composición.
Su superiora decidió hacerle grabar un disco y negociar un contrato con el sello fonográfico Phillips. Ni su nombre, ni su imagen aparecerían en las portadas. El seudónimo "Sor Sonrisa" (ella misma afirmaría años después que le parecía más bien ridículo) se debió a un panel de escuchas encuestadas, quedando propiedad de su editor y su convento. En razón de sus votos de pobreza y obediencia los derechos de autor fueron a parar al convento. Jeannine así lo firmó.

## Dominique, el éxito mundial
En 1963, la canción Dominique alcanza una enorme popularidad, la frescura de su voz, su letra, y la simplicidad aparente de su fe le ganaron la simpatía de un público que no solo se limitó a los católicos.
La letra del estribillo original en francés dice así:
« Dominique-nique-nique s'en allait tout simplement
Routier pauvre et chantant
En tous chemins en tous lieux il ne parl'que du Bon Dieu
Il ne parl'que du Bon Dieu. »
« Dominique-nique-nique marchaba con toda sencillez
Caminante pobre y cantando
En todos los caminos en todos los lugares sólo habla del Buen Dios
Sólo habla del Buen Dios. »
Su anonimato despertó la curiosidad de la prensa así como el rumor de que era poseedora de una belleza proporcional a la pureza de su alma. Muy pronto la canción se colocó en primer lugar de las listas Billboard de Norteamérica permaneciendo en ellas durante más de tres semanas desplazando a The Kingsmen con el tema: "Louie Louie". El famoso programa norteamericano El Show de Ed Sullivan tuvo que trasladarse al convento de Fichermont, donde se encontraba Jeannine, para dar a conocer a la exitosa personalidad. Años más tarde, basado en Jeannine se rodó el filme The Singing Nun (1966), dedicado a su vida, que llevaba, en el papel de Sor Sonrisa, a Debbie Reynolds, y también al actor mexicano Ricardo Montalbán. La actriz no guardaba ningún parecido con su modelo, cuyo rostro permaneció desconocido.[cita requerida]
Por aquellos años, Jeannine Deckers retomó sus estudios e intentó con gran esfuerzo (como se refleja en su diario) dedicarse al estudio de la teología, y continuó sus estudios en la Universidad Católica de Lovaina. Fue quizá durante este paréntesis estudiantil cuando empezó a cuestionarse el sentido de su vida. En 1966, convencida de su falta de vocación, y considerando la vida en el convento como anacrónica, renunció a la orden de los dominicos.[cita requerida]
La posteridad olvidó pronto la cara B del sencillo de 45rpm: Le pied du missionaire, y más aún los títulos de su siguiente disco: Une fleur, cœur de Dieu.[cita requerida]

## Una segunda carrera musical

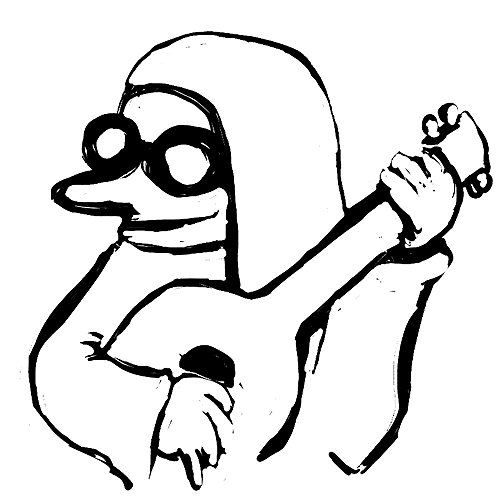
Caricatura de Sor Sonrisa.

Como el contrato con su casa discográfica le prohibía  utilizar el seudónimo que la convirtió en celebridad, Jeannine intentó continuar su carrera, con el nombre de Luc Dominique y con canciones como La Pilule d'or (La píldora de oro) (1967), que fue una oda a la píldora anticonceptiva. Escribió en esta época temas más bien controvertidos, en los que cuestionaba los comportamientos de las madres, de los hombres (a los que consideraba violentos y dominadores), de la Iglesia católica y también el conservadurismo. Se apasionó por las nuevas concepciones de la teología (entre el Concilio Vaticano II y los sucesos de mayo del 68) y buscó, para ella misma y para su compañera sentimental, una nueva vía religiosa, situada entre la vida regular y la vida seglar. Llegó a secundar la afirmación de John Lennon en el sentido de sus declaraciones sobre la popularidad de Jesús de Nazaret.[cita requerida]
El éxito de sus discos, muy modesto, quedó reflejado por uno de sus títulos de la época: Je ne suis pas une vedette (No soy una estrella).[cita requerida]
En la canción: Luc Dominique, ella explica que Sor Sonrisa ha muerto:
« Je réclame de mes frères (Yo reclamo a mis hermanos)
Le droit d'évoluer. (El derecho a evolucionar.)
De vivre solidaire, (De vivir solidaria)
Parmi eux, consacrée. (Entre ellos, consagrada)
En short ou en tunique, (En short o en túnica)
Blue jeans ou pyjama, (Blue jeans o pijama)
Je n'ajoute en critique, (Agrego en crítica)
Le Seigneur est mon choix. (El Señor es mi elección.)
[…]
Il est certain sourire (Es una cierta sonrisa)
Qu'il faut démystifier, (Que debemos desmitificar)
Portrait un peu rapide, (Retrato un poco rápido)
Portrait inachevé. (Retrato inacabado.)
Si cet autre visage (Si es otra cara)
Étonne certaines gens, (Sorprende a algunas personas)
Qu'ils vénèrent l'image (Que veneran la imagen)
Du sourire d'enfant. (De la sonrisa infantil.)
Elle est morte, Sœur sourire, (ella ha muerto, Sor Sonrisa)
Elle est morte, il était temps ! (ella ha muerto, ¡ya era tiempo!)
J'ai vu voler son âme, À travers les nuages, (Vi volar su alma, entre las nubes)
Dans le soleil couchant. » (Hacia el ocaso.)[cita requerida]
Su nivel de vida fue muy irregular, encontró su sustento diario a través de sus escritos, sus discos, cursos de guitarra y sobre todo a través de su trabajo con niños autistas. Sus problemas con el fisco transformaron esta situación precaria en un drama completo. En 1976, intentó un retorno a los Estados Unidos, pero nadie se interesó en ella.[cita requerida]

## Un trágico final

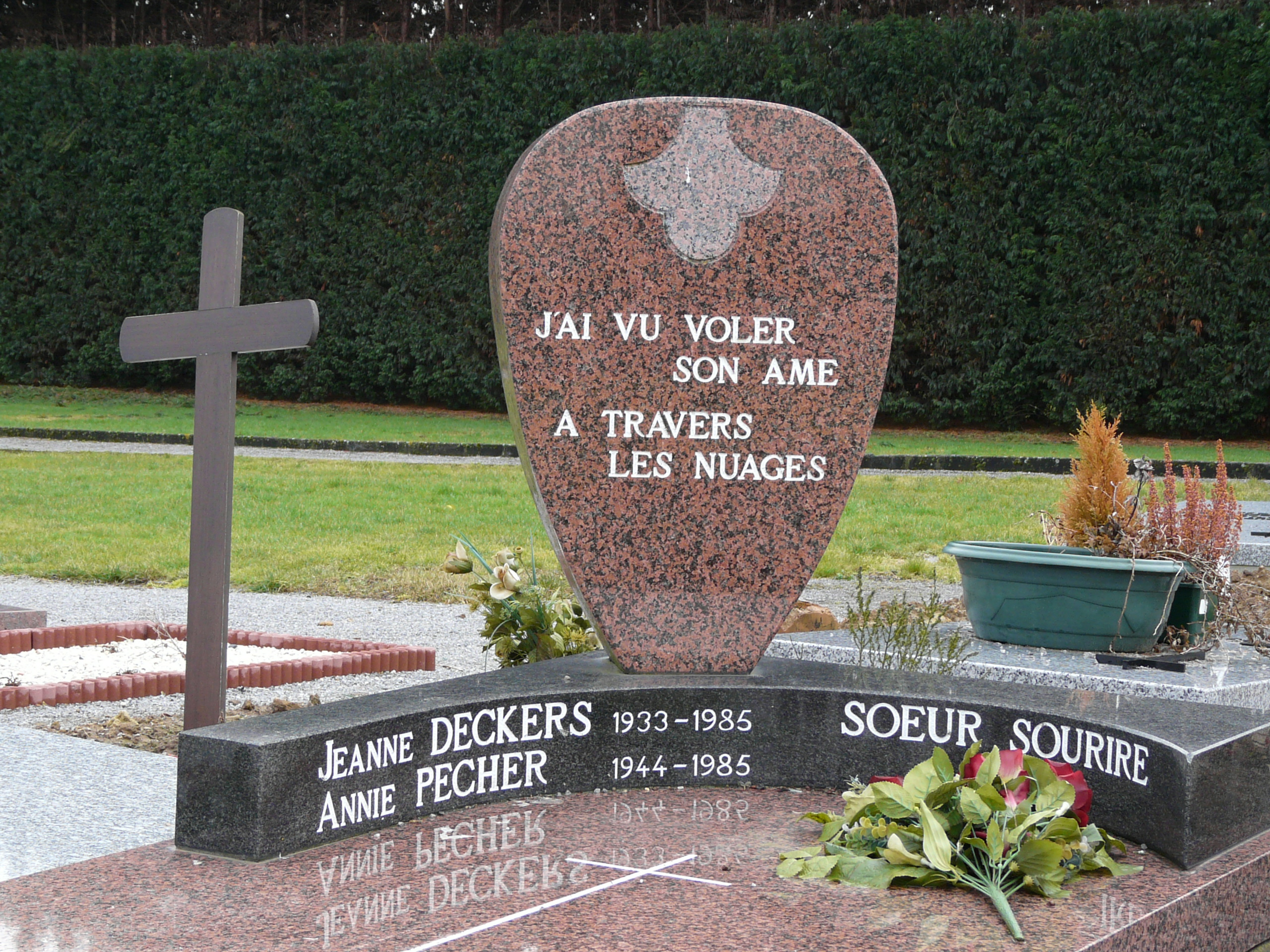
Tumba de Jeannine Deckers en el Cementerio de Wavre, Bélgica.

Sus temas fueron haciéndose controvertidos y críticos con la Iglesia, a la que escandalizaba además con su vida privada, dado que vivía con su pareja Annie Pécher. En la década de 1970, la escuela para niños autistas que dirigían fue cerrada por el gobierno belga, que cobraba a Jeannine una abultada deuda impositiva.[cita requerida]
Los servicios fiscales del país reclamaron entonces las fortunas que debía haber ganado como Sor Sonrisa y permanecieron sordos a sus protestas. Requirió entonces la ayuda de su antiguo convento y de la casa Philips. La hermanas le dieron lo que consideraban que debía ser su parte, pero la casa Philips, cuyos dividendos eran el 95% del total (el resto era para el convento) no quiso ayudarla. Las autoridades religiosas fueron generosas y le ayudaron a adquirir su vivienda en Wavre, siempre que dejara de denigrar a la congregación y firmara un documento como que ya no le debían nada, cosa que hizo. Frente a la situación kafkiana de tal deuda, monstruosa al fin (con intereses acumulados), Jeannine y su pareja Annie –terapeuta en la escuela de niños autistas– se sumieron en una profunda depresión, que el alcohol y los medicamentos agravaron, y se suicidaron juntas el 29 de marzo de 1985.[cita requerida]
Por una ironía del destino, el día de su suicidio, y a sus espaldas, la SABAM (Sociedad Belga de Autores, Compositores y Editores) había conseguido, en una colecta para ella, 571.658 francos belgas, mucho más que su deuda de 99.000 francos belgas.[cita requerida]

## Libros
- 1968: Vivre sa vérité (Vivir la propia verdad), bajo el pseudónimo Luc Dominique, Paris Desclée.

## Adaptaciones cinematográficas
Tres películas cuentan la vida de Sœur Sourire:
- En 1966, Dominique (The Singing Nun), película norteamericana de Henry Koster.
- En el 2001, Suor Sorriso, película italiana de Roger Deutsch.
- En el 2009, Sœur Sourire, película franco-belga de Stijn Coninx.